# 안동시의 문화유산
안동시의 문화유산은 다음 각 호에 해당하는 것을 말한다.
1. 「문화재보호법」에 의거 문화재로 지정되지 아니한 것으로서 안동의 역사와 예술, 학술상가치가 있는 것과 이에 준하는 유·무형의 자료
2. 지역문화재로서 보존가치가 있는 것으로 기대되는 유산
3. 지역문화, 토속풍속 등을 연구하는데 필요한 자료

## 지정 목록
| 번호  | 그림 | 명칭                                              | 소재지                            | 소유자 (관리자)                         | 지정·해제일자                                                            | 비고 |
| ----- | ---- | ------------------------------------------------- | --------------------------------- | --------------------------------------- | ------------------------------------------------------------------------ | ---- |
| 1호   |      | 경덕사 (敬德祠)                                   | 안동시 풍산읍 상리리 301          | 예안이씨문중                            | 2009년 1월 21일 지정                                                     |      |
| 2호   |      | 어필영정각 (御筆影幀閣)                           | 안동시 풍산읍 하리리 3            | 전의이씨 청헌공파문중                   | 2009년 1월 21일 지정                                                     |      |
| 3호   |      | 침류정 (枕流亭)                                   | 안동시 풍산읍 하리리 4            | 전의이씨 양정공파문중                   | 2009년 1월 21일 지정                                                     |      |
| 4호   |      | 국신당 (國神堂)                                   | 안동시 풍산읍 수곡리 760          | 수곡리민                                | 2009년 1월 21일 지정                                                     |      |
| 5호   |      | 취적헌 (取適軒)                                   | 안동시 풍산읍 서미리 214          | 평해황씨취적헌공파종중                  | 2009년 1월 21일 지정                                                     |      |
| 6호   |      | 동명고택 (東冥古宅)                               | 안동시 풍산읍 오미리 267          | 김재교                                  | 2009년 1월 21일 지정                                                     |      |
| 7호   |      | 역동재 (嶧洞齋)                                   | 안동시 풍산읍 소산리 202          | 안동김씨 역동재문중                     | 2009년 1월 21일 지정                                                     |      |
| 8호   |      | 홍문 (紅門)                                       | 안동시 풍산읍 소산리 84           | 김정일                                  | 2009년 1월 21일 지정                                                     |      |
| 9호   |      | 봉암서원 (鳳巖書院)                               | 안동시 풍산읍 매곡리 559          | 영양남씨 신안문중                       | 2009년 1월 21일 지정                                                     |      |
| 10호  |      | 서간사 (西磵祠)                                   | 안동시 풍산읍 서미리 673          | 서간사                                  | 2009년 1월 21일 지정                                                     |      |
| 11호  |      | 졸루정 (拙陋亭)                                   | 안동시 풍산읍 막곡리 155          | 안동권씨복야공파길송문중                | 2009년 1월 21일 지정                                                     |      |
| 12호  |      | 흥해배씨가수천재사 (興海裵氏嘉水川齋舍)           | 안동시 와룡면 서지리 864          | 흥해배씨백중당공파종회                  | 2009년 1월 21일 지정                                                     |      |
| 13호  |      | 죽헌고택 (竹軒古宅)                               | 안동시 와룡면 태리 864            | 정윤성                                  | 2009년 1월 21일 지정, 2013년 8월 19일 해제, 경북 문화재자료 610호로 승격 |      |
| 14호  |      | 사익재 (四益齋)                                   | 안동시 북후면 옹천리 593-39       | 섬학계                                  | 2009년 1월 21일 지정                                                     |      |
| 15호  |      | 도계서원 (道溪書院)                               | 안동시 와룡면 도촌1리 358-1       | 안동권씨도촌옥봉파문중                  | 2009년 1월 21일 지정                                                     |      |
| 16호  |      | 안동권씨도촌문중종택 (安東權氏道村門中宗宅)       | 안동시 와룡면 도촌1리 352-1       | 권석창                                  | 2009년 1월 21일 지정                                                     |      |
| 17호  |      | 소계서당 (邵溪書堂)                               | 안동시 서후면 금계리 870          | 김종길                                  | 2009년 1월 21일 지정                                                     |      |
| 18호  |      | 봉송정 (鳳松亭)                                   | 안동시 서후면 성곡리 697          | 영해박씨문중                            | 2009년 1월 21일 지정                                                     |      |
| 19호  |      | 유유헌 (悠悠軒)                                   | 안동시 서후면 성곡리 150          | 의성김씨종중                            | 2009년 1월 21일 지정                                                     |      |
| 20호  |      | 동호정 (東胡亭)                                   | 안동시 서후면 금계리 351          | 원주변씨 동호공파문중                   | 2009년 1월 21일 지정                                                     |      |
| 21호  |      | 봉림정사 (鳳林精舍)                               | 안동시 서후면 성곡리 816-2        | 안동장씨 춘파파문중                     | 2009년 1월 21일 지정                                                     |      |
| 22호  |      | 취담정 (翠潭亭)                                   | 안동시 풍천면 구담리 438-17       | 김중헌                                  | 2009년 1월 21일 지정                                                     |      |
| 23호  |      | 파산정 (巴山亭)                                   | 안동시 풍천면 도양리 5-1          | 풍산류씨 파산파문중                     | 2009년 1월 21일 지정                                                     |      |
| 24호  |      | 노동서사 (魯東書舍)                               | 안동시 풍천면 가곡리 614          | 안동권씨 병곡문중                       | 2009년 1월 21일 지정                                                     |      |
| 25호  |      | 노동재사 (魯東齋舍)                               | 안동시 풍천면 가곡리 614          | 안동권씨 병곡문중                       | 2009년 1월 21일 지정                                                     |      |
| 26호  |      | 동곡재사 (東谷齋舍)                               | 안동시 풍천면 가곡리 산24         | 안동권씨 병곡문중                       | 2009년 1월 21일 지정                                                     |      |
| 27호  |      | 야유당 (野遺堂)                                   | 안동시 풍천면 가곡리 420          | 권원탄                                  | 2009년 1월 21일 지정                                                     |      |
| 28호  |      | 구천강당 (龜川講堂)                               | 안동시 일직면 망호리 597-2        | 이경원                                  | 2010년 3월 12일 지정                                                     |      |
| 29호  |      | 허영정 (許潁亭)                                   | 안동시 일직면 광연리 276          | 영양남씨문중                            | 2010년 3월 12일 지정                                                     |      |
| 30호  |      | 성남정 (星南亭)                                   | 안동시 일직면 망호리 870          | 장직수                                  | 2010년 3월 12일 지정                                                     |      |
| 31호  |      | 수은종택 (睡隱宗宅)                               | 안동시 일직면 망호리 534          | 이장원                                  | 2010년 3월 12일 지정                                                     |      |
| 32호  |      | 수옥정 (漱玉停)                                   | 안동시 일직면 망호리 444          | 이장원                                  | 2010년 3월 12일 지정                                                     |      |
| 33호  |      | 낙강정 (洛江亭)                                   | 안동시 남후면 단호리 72           | 안동권씨문중                            | 2010년 3월 12일 지정, 2011년 6월 2일 해제, 경북 문화재자료 587호로 승격  |      |
| 34호  |      | 산천정사 (山泉精舍)                               | 안동시 남선면 현내리 796-4        | 고성이씨문중                            | 2010년 3월 12일 지정                                                     |      |
| 35호  |      | 남분지고택 (南賁趾古宅)                           | 안동시 남선면 원림1리 560         | 영양남씨문중                            | 2010년 3월 12일 지정                                                     |      |
| 36호  |      | 임호서당 (臨湖書堂)                               | 안동시 임하면 임하1리 970         | 의성김씨                                | 2010년 3월 12일 지정                                                     |      |
| 37호  |      | 갈계정 (葛溪亭)                                   | 안동시 임하면 임하2리 1065        | 김창선                                  | 2010년 3월 12일 지정                                                     |      |
| 38호  |      | 송하재사 (松下齋舍)                               | 안동시 임하면 금소2리 695         | 예천임씨                                | 2010년 3월 12일 지정                                                     |      |
| 39호  |      | 안동김씨재사 (安東金氏齋舍)                       | 안동시 임하면 추목리 752          | 김옥동                                  | 2010년 3월 12일 지정                                                     |      |
| 40호  |      | 죽림헌 (竹臨軒)                                   | 안동시 임하면 임하1리 545         | 김세준                                  | 2010년 3월 12일 지정                                                     |      |
| 41호  |      | 괴와구려 (愧窩舊廬)                               | 안동시 임하면 임하1리 883         | 김시일                                  | 2010년 3월 12일 지정                                                     |      |
| 42호  |      | 예천임씨금양파종택 (醴泉林氏錦陽派宗宅)           | 안동시 임하면 금소리 509-10       | 임명호                                  | 2010년 3월 12일 지정                                                     |      |
| 43호  |      | 금포고택 (錦圃古宅)                               | 안동시 임하면 금소리 509-2        | 임효상                                  | 2010년 3월 12일 지정, 2013년 8월 19일 해제, 경북 문화재자료 607호로 승격 |      |
| 44호  |      | 성재 (惺齋)                                       | 안동시 예안면 부포리 157          | 봉화금씨 성재문중                       | 2010년 3월 12일 지정                                                     |      |
| 45호  |      | 한천정사 (寒泉精舍)                               | 안동시 예안면 태곡리 320-1        | 의성김씨문중                            | 2010년 3월 12일 지정                                                     |      |
| 46호  |      | 오월정 (梧月亭)                                   | 안동시 예안면 삼계리 378          | 청송심씨문중                            | 2010년 3월 12일 지정                                                     |      |
| 47호  |      | 자운재사 (紫雲齋舍)                               | 안동시 예안면 신남리 383          | 이성원                                  | 2010년 3월 12일 지정                                                     |      |
| 48호  |      | 목재고택 (穆齋古宅)                               | 안동시 도산면 원천리 706          | 수자원공사 (이동언)                     | 2010년 3월 12일 지정                                                     |      |
| 49호  |      | 사은구장 (仕隱舊庄)                               | 안동시 도산면 원천리 706          | 수자원공사 (이태희)                     | 2010년 3월 12일 지정                                                     |      |
| 50호  |      | 원대고택 (遠臺古宅)                               | 안동시 도산면 원천리 706          | 수자원공사 (이재철)                     | 2010년 3월 12일 지정                                                     |      |
| 51호  |      | 도계정사 (兜溪精舍)                               | 안동시 도산면 토계리 641          | 이주동                                  | 2010년 3월 12일 지정                                                     |      |
| 52호  |      | 서운정 (栖雲亭)                                   | 안동시 성곡동 730-1               | 이동순                                  | 2010년 3월 12일 지정                                                     |      |
| 53호  |      | 침천정 (枕泉亭)                                   | 안동시 도산면 온혜리 1059         | 이필주                                  | 2010년 3월 12일 지정                                                     |      |
| 54호  |      | 하계정 (霞溪亭)                                   | 안동시 도산면 토계리 230          | 이부                                    | 2010년 3월 12일 지정                                                     |      |
| 55호  |      | 간재종택 (艮齋宗宅)                               | 안동시 녹전면 원천리 851          | 영천이씨문중                            | 2010년 3월 12일 지정                                                     |      |
| 56호  |      | 청천와 (聽天窩)                                   | 안동시 녹전면 원천리 845          | 영천이씨문중                            | 2010년 3월 12일 지정                                                     |      |
| 57호  |      | 영모암 (永慕庵)                                   | 안동시 녹전면 죽송리 346          | 의성김씨문중                            | 2010년 3월 12일 지정                                                     |      |
| 58호  |      | 능동재사 (陵洞齋舍)                               | 안동시 녹전면 죽송리 334          | 광산김씨문중                            | 2010년 3월 12일 지정                                                     |      |
| 59호  |      | 요산정 (樂山亭)                                   | 안동시 도산면 온혜리 607-6        | 진성이씨문중                            | 2010년 3월 12일 지정                                                     |      |
| 60호  |      | 추원재 (追遠齋)                                   | 안동시 녹전면 서삼리 106          | 영천이씨문중                            | 2010년 3월 12일 지정                                                     |      |
| 61호  |      | 영모정 (永慕亭)                                   | 안동시 녹전면 사신리 393-2        | 진성이씨문중                            | 2010년 3월 12일 지정                                                     |      |
| 62호  |      | 영모암 (永慕菴)                                   | 안동시 녹전면 원천리 19           | 이동숙                                  | 2010년 3월 12일 지정                                                     |      |
| 63호  |      | 영모정 (永慕亭)                                   | 안동시 녹전면 갈현리 493          | 평택임씨문중                            | 2010년 3월 12일 지정                                                     |      |
| 64호  |      | 영양남씨연원재사 (英陽南氏燕院齋舍)               | 안동시 이천동 313                 | 영양남씨문중                            | 2010년 3월 12일 지정                                                     |      |
| 65호  |      | 선성김씨전의비 (宣城金氏傳疑碑)                   | 안동시 도산면 단천리 849          | 선성김씨 대종회 (김종환)                | 2013년 4월 9일 지정                                                      |      |
| 66호  |      | 봉성금씨변의비 (鳳城琴氏辩疑碑)                   | 안동시 도산면 단천리              | 봉화금씨 성재공파 종중 (금장휴)         | 2013년 4월 9일 지정                                                      |      |
| 67호  |      | 안호정 (雁湖亭)                                   | 안동시 풍천면 가곡리 산49-1       | 순흥안씨 충정공파 청원정공종중 (안차웅) | 2013년 4월 9일 지정                                                      |      |
| 68호  |      | 영벽헌 (暎碧軒)                                   | 안동시 석동길 1156                | 천호상                                  | 2013년 4월 9일 지정                                                      |      |
| 69호  |      | 해저댁고택                                        | 안동시 풍산읍 오미리 249          | 김태연                                  | 2013년 4월 9일 지정                                                      |      |
| 70호  |      | 간산고택                                          | 안동시 미동길 53-23               | 김식현                                  | 2013년 4월 9일 지정                                                      |      |
| 71호  |      | 칠곡고택 (漆谷古宅)                               | 안동시 민속촌길 13                | 안동시 (안동민속박물관)                 | 2013년 4월 9일 지정                                                      |      |
| 72호  |      | 박산정 (博山亭)                                   | 안동시 민속촌길 13                | 안동시 (안동민속박물관)                 | 2013년 4월 9일 지정                                                      |      |
| 73호  |      | 북강정 (北江亭)                                   | 안동시 민속촌길 13                | 안동시 (안동민속박물관)                 | 2013년 4월 9일 지정                                                      |      |
| 74호  |      | 애련정 (愛蓮亭)                                   | 안동시 민속촌길 13                | 안동시 (안동민속박물관)                 | 2013년 4월 9일 지정                                                      |      |
| 75호  |      | 청옹정 (淸翁亭)                                   | 안동시 민속촌길 13                | 안동시 (안동민속박물관)                 | 2013년 4월 9일 지정                                                      |      |
| 76호  |      | 성곡동 까치구멍집                                 | 안동시 민속촌길 13                | 안동시 (안동민속박물관)                 | 2013년 4월 9일 지정                                                      |      |
| 77호  |      | 고성이씨감동재사 (古城李氏甘洞齋舍)               | 안동시 민속촌길 13                | 안동시 (안동민속박물관)                 | 2013년 4월 9일 지정                                                      |      |
| 78호  |      | 고성이씨성곡재사 (古城李氏成谷齋舍)               | 안동시 민속촌길 13                | 안동시 (안동민속박물관)                 | 2013년 4월 9일 지정                                                      |      |
| 79호  |      | 남반고택 (南沜古宅)                               | 안동시 민속촌길 13                | 안동시 (안동민속박물관)                 | 2013년 4월 9일 지정                                                      |      |
| 80호  |      | 이원모와가 (李原模瓦家)                           | 안동시 민속촌길 13                | 안동시 (안동민속박물관)                 | 2013년 4월 9일 지정                                                      |      |
| 81호  |      | 박분섭 까치구멍집 (朴分燮 까치구멍집)             | 안동시 민속촌길 13                | 안동시 (안동민속박물관)                 | 2013년 4월 9일 지정                                                      |      |
| 82호  |      | 박운숙 초가겹집 (朴雲淑 초가겹집)                 | 안동시 민속촌길 13                | 안동시 (안동민속박물관)                 | 2013년 4월 9일 지정                                                      |      |
| 83호  |      | 박원숙 초가겹집 (朴原淑 초가겹집)                 | 안동시 민속촌길 13                | 안동시 (안동민속박물관)                 | 2013년 4월 9일 지정                                                      |      |
| 84호  |      | 박명실 초가 (朴明實 草家)                         | 안동시 민속촌길 13                | 안동시 (안동민속박물관)                 | 2013년 4월 9일 지정                                                      |      |
| 85호  |      | 이춘백 초가 (李春伯 草家)                         | 안동시 민속촌길 13                | 안동시 (안동민속박물관)                 | 2013년 4월 9일 지정                                                      |      |
| 86호  |      | 김성범·일직손씨정열효각 (金成範·一直孫氏旌列孝閣) | 안동시 민속촌길 13                | 안동시 (안동민속박물관)                 | 2013년 4월 9일 지정                                                      |      |
| 87호  |      | 이천서씨열녀비 (利川徐氏烈女碑)                   | 안동시 민속촌길 13                | 안동시 (안동민속박물관)                 | 2013년 4월 9일 지정                                                      |      |
| 88호  |      | 권백종효자비 (權伯宗孝子碑)                       | 안동시 민속촌길 13                | 안동시 (안동민속박물관)                 | 2013년 4월 9일 지정                                                      |      |
| 89호  |      | 권두하효자비 (權斗夏孝子碑)                       | 안동시 민속촌길 13                | 안동시 (안동민속박물관)                 | 2013년 4월 9일 지정                                                      |      |
| 90호  |      | 석불입상 (石佛立像)                               | 안동시 민속촌길 13                | 안동시 (안동민속박물관)                 | 2013년 4월 9일 지정                                                      |      |
| 91호  |      | 청주정씨 추원재 재사 (淸州鄭氏 追遠齋 齋舍)       | 안동시 와룡면 서현리 현삼길 101-1 | 청주정씨 설헌공파 문중                  | 2014년 4월 3일 지정                                                      |      |
| 92호  |      | 안동판관 김성경 유허비 (安東判官 金成慶 遺墟碑)   | 안동시 남후면 검암1리 291         | 삼척김씨 문중                           | 2014년 4월 3일 지정                                                      |      |
| 93호  |      | 김한백 효자비각 (金漢伯 孝子碑閣)                 | 안동시 남후면 무릉리 산58-2       | 삼척김씨 문중                           | 2014년 4월 3일 지정                                                      |      |
| 94호  |      | 세효각 (世孝閣)                                   | 안동시 남선면 신석2리 산15        | 안동권씨 동정공파 종친회 음곡문중       | 2014년 4월 3일 지정                                                      |      |
| 95호  |      | 만초고택 (晩樵古宅)                               | 안동시 임하면 중앙길 48           | 임태문                                  | 2014년 4월 3일 지정                                                      |      |
| 96호  |      | 정정재 (鼎井齋)                                   | 안동시 예안면 정산리 1164-1       | 단양우씨 문희공파 종중                  | 2014년 4월 3일 지정                                                      |      |
| 97호  |      | 야당정 (野塘亭)                                   | 안동시 도산면 웃제비실길 56       | 밀성박씨 돈재후야당공파 종친회          | 2014년 4월 3일 지정                                                      |      |
| 98호  |      | 동지공 사당 (同知公 祠堂)                         | 안동시 풍산읍 만운리 산243-2      | 경주이씨 재정공파 종회                  | 2015년 11월 20일 지정                                                    |      |
| 99호  |      | 동리정사 (東籬精舍)                               | 안동시 와룡면 지내리 309          | 김정렬                                  | 2015년 11월 20일 지정                                                    |      |
| 100호 |      | 동리재사 (東籬齋舍)                               | 안동시 일직면 광연리 330          | 김정렬                                  | 2015년 11월 20일 지정                                                    |      |
| 101호 |      | 함경당 (涵鏡堂)                                   | 안동시 남후면 검암리 21-4         | 신청강씨 안동파 종중                    | 2015년 11월 20일 지정                                                    |      |
| 102호 |      | 정성재 (定省齋)                                   | 안동시 예안면 귀단리 산13-6       | 봉화금씨 사정공 문중                    | 2015년 11월 20일 지정                                                    |      |
| 103호 |      | 남독실재사 (南篤實齋舍)                           | 안동시 서후면 성곡리 553-1        | 영양남씨부사공파 남독실종회             | 2016년 11월 3일 지정                                                     |      |
| 104호 |      | 돈수재 (遯叟齎)                                   | 안동시 길안면 묵계리 140          | 김광명                                  | 2016년 11월 3일 지정                                                     |      |
| 105호 |      | 월란정사 (月瀾精舍)                               | 안동시 도산면 원천리 372          | 안동김씨 만취당 종중                    | 2016년 11월 3일 지정                                                     |      |
| 106호 |      | 갈운정 (葛雲亭)                                   | 안동시 도산면 단천리 512-3        | 진성이씨 단사파 문중                    | 2016년 11월 3일 지정                                                     |      |
| 107호 |      | 낙은정 (洛隱亭)                                   | 안동시 예안면 주진리 585-1        | 진주강씨 낙은공문중                     | 2017년 6월 21일 지정                                                     |      |
| 108호 |      | 일산고택 (逸山古宅)                               | 안동시 길안면 묵계리 626-3        | 김무현                                  | 2017년 6월 21일 지정                                                     |      |
| 109호 |      | 안동김씨 역동재사 (안동김씨 台庄齋舍)             | 안동시 풍산읍 소산리 201          | 안동김씨 역동소문중                     | 2017년 6월 21일 지정                                                     |      |
| 110호 |      | 안동김씨 양소당 별묘 (安東金氏 養素堂 別廟)       | 안동시 풍산읍 소산리 201          | 안동김씨 양소당종중                     | 2017년 6월 21일 지정                                                     |      |
| 111호 |      | 진주강씨 산고재사 (晉州姜氏 山皐齋舍)             | 안동시 북후면 옹천리 865-1        | 강병도                                  | 2017년 6월 21일 지정                                                     |      |
| 112호 |      | 일원재 (一源齋)                                   | 안동시 북후면 옹천리 638-6        | 강동유                                  | 2017년 6월 21일 지정                                                     |      |
| 113호 |      | 상현정 (象賢亭)                                   | 안동시 일직면 명진리 34           | 대구서씨첨주공파 안동문중 외 2개문중    | 2017년 6월 21일 지정                                                     |      |
| 114호 |      | 도목정사 (道睦精舍)                               | 안동시 예안면 도목리 567-2        | 영양남씨중령공파 도목문중               | 2017년 6월 21일 지정                                                     |      |
| 115호 |      | 대은정 (大隱亭)                                   | 안동시 길안면 대사로 723-9        | 단양우씨대은공 종중                     | 2018년 6월 14일 지정                                                     |      |

## 참고 문헌
- 안동시 홈페이지 - 고시/공고